# Imogen Bankier
Imogen Bankier (Glasgow, 18 de noviembre de 1987) es una deportista británica que compitió en bádminton para Escocia en las modalidades de dobles y dobles mixto.
Ganó una medalla de plata en el Campeonato Mundial de Bádminton de 2011 y dos medallas de bronce en el Campeonato Europeo de Bádminton, en los años 2012 y 2014.

## Palmarés internacional
| Representando a Escocia |                       |                   |              |
| Campeonato Mundial      |                       |                   |              |
| Año                     | Lugar                 | Medalla           | Prueba       |
| 2011                    | Londres (Reino Unido) | Medalla de plata  | Dobles mixto |
| Campeonato Europeo      |                       |                   |              |
| Año                     | Lugar                 | Medalla           | Prueba       |
| 2012                    | Karlskrona (Suecia)   | Medalla de bronce | Dobles mixto |
| 2014                    | Kazán (Rusia)         | Medalla de bronce | Dobles       |